# Боаз Анзере
Боаз Анзере (фр. Bois-Anzeray) насеље је и општина у северној Француској у региону Горња Нормандија, у департману Ер која припада префектури Евре.
По подацима из 2011. године у општини је живело 171 становника, а густина насељености је износила 14,73 становника/km². Општина се простире на површини од 11,61 km². Налази се на средњој надморској висини од 187 метара (максималној 203 m, а минималној 150 m).

## Демографија
| 1962. | 1968. | 1975. | 1982. | 1990. | 1999. | 2011. |
| ----- | ----- | ----- | ----- | ----- | ----- | ----- |
| 139   | 145   | 153   | 133   | 148   | 156   | 171   |

График промене броја становника у току последњих година